# Osika
Osika este o arie protejată (arie specială de conservare — SAC, sit de importanță comunitară — SCI) din Republica Cehă întinsă pe o suprafață de 67,38 ha, integral pe uscat, în zona iazului cu pești cu același nume de pe râul Dračice. Motivul protecției este apariția speciilor de plante cu flori acvatice pe cale critică de dispariție Littorella uniflora (Chenarul bălților).

## Localizare
Centrul sitului Osika este situat la coordonatele 49°01′52″N 15°08′49″E / 49.031111°N 15.146944°E.

## Înființare
Situl Osika a fost declarat sit de importanță comunitară în noiembrie 2009 pentru a proteja un număr necunoscut de specii din flora spontană și fauna sălbatică aflate în arealul zonei. Situl a fost protejat și ca arie specială de conservare în decembrie 2018.

## Biodiversitate
Situată în ecoregiunea continentală, aria protejată conține 2 habitate naturale: Ape stătătoare oligotrofe până la mezotrofe, cu vegetație de Littorelletea uniflorae și/sau de Isoëto-Nanojuncetea, Lacuri eutrofice naturale cu vegetație de tip Magnopotamion sau Hydrocharition.
La baza desemnării sitului se află un număr nedeclarat de specii protejate.